# François Mazet
François Mazet (* 24. Februar 1943 in Paris) ist ein ehemaliger französischer Automobilrennfahrer und Formel-1-Pilot.

## Karriere
François Mazet wurde 1969 in seiner zweiten Saison in der französischen Formel 3 Meister. Dies öffnete ihm die Türen zur Formel 2. Obwohl er dort in den Jahren 1970 und 1971 nur schlechte Resultate errang (seine beste Platzierung war der vierte Platz in Pau 1970), nahm er an einem Formel-1-Lauf teil. Dies war der Große Preis von Frankreich 1971. Es sollte der einzige seiner Karriere bleiben. Er fuhr in einem March 701, der Jo Siffert gehörte. Er startete von der 23. Position und war im Ziel auf Rang 13.
In den 1980er Jahren stieg er in das Sportmanagement und -sponsoring ein. So verhalf er Lotus über einen Kontakt zu David Thieme zu dem Sponsor Essex.

## Statistik

### Ergebnisse in der Automobilweltmeisterschaft

#### Einzelergebnisse
| Saison | 1 | 2 | 3 | 4  | 5 | 6 | 7 | 8 | 9 | 10 | 11 |
| ------ | - | - | - | -- | - | - | - | - | - | -- | -- |
| 1971   |   |   |   |    |   |   |   |   |   |    |    |
|        |   |   |   | 13 |   |   |   |   |   |    |    |

| Legende  | Legende            | Legende                                                          |
| Farbe    | Abkürzung          | Bedeutung                                                        |
| -------- | ------------------ | ---------------------------------------------------------------- |
| Gold     | –                  | Sieg                                                             |
| Silber   | –                  | 2. Platz                                                         |
| Bronze   | –                  | 3. Platz                                                         |
| Grün     | –                  | Platzierung in den Punkten                                       |
| Blau     | –                  | Klassifiziert außerhalb der Punkteränge                          |
| Violett  | DNF                | Rennen nicht beendet (did not finish)                            |
| Violett  | NC                 | nicht klassifiziert (not classified)                             |
| Rot      | DNQ                | nicht qualifiziert (did not qualify)                             |
| Rot      | DNPQ               | in Vorqualifikation gescheitert (did not pre-qualify)            |
| Schwarz  | DSQ                | disqualifiziert (disqualified)                                   |
| Weiß     | DNS                | nicht am Start (did not start)                                   |
| Weiß     | WD                 | zurückgezogen (withdrawn)                                        |
| Hellblau | PO                 | nur am Training teilgenommen (practiced only)                    |
| Hellblau | TD                 | Freitags-Testfahrer (test driver)                                |
| ohne     | DNP                | nicht am Training teilgenommen (did not practice)                |
| ohne     | INJ                | verletzt oder krank (injured)                                    |
| ohne     | EX                 | ausgeschlossen (excluded)                                        |
| ohne     | DNA                | nicht erschienen (did not arrive)                                |
| ohne     | C                  | Rennen abgesagt (cancelled)                                      |
| ohne     | keine WM-Teilnahme |                                                                  |
| sonstige | P/fett             | Pole-Position                                                    |
| sonstige | 1/2/3/4/5/6/7/8    | Punktplatzierung im Sprint-/Qualifikationsrennen                 |
| sonstige | SR/kursiv          | Schnellste Rennrunde                                             |
| sonstige | *                  | nicht im Ziel, aufgrund der zurückgelegten Distanz aber gewertet |
| sonstige | ()                 | Streichresultate                                                 |
| sonstige | unterstrichen      | Führender in der Gesamtwertung                                   |